# Kubisme

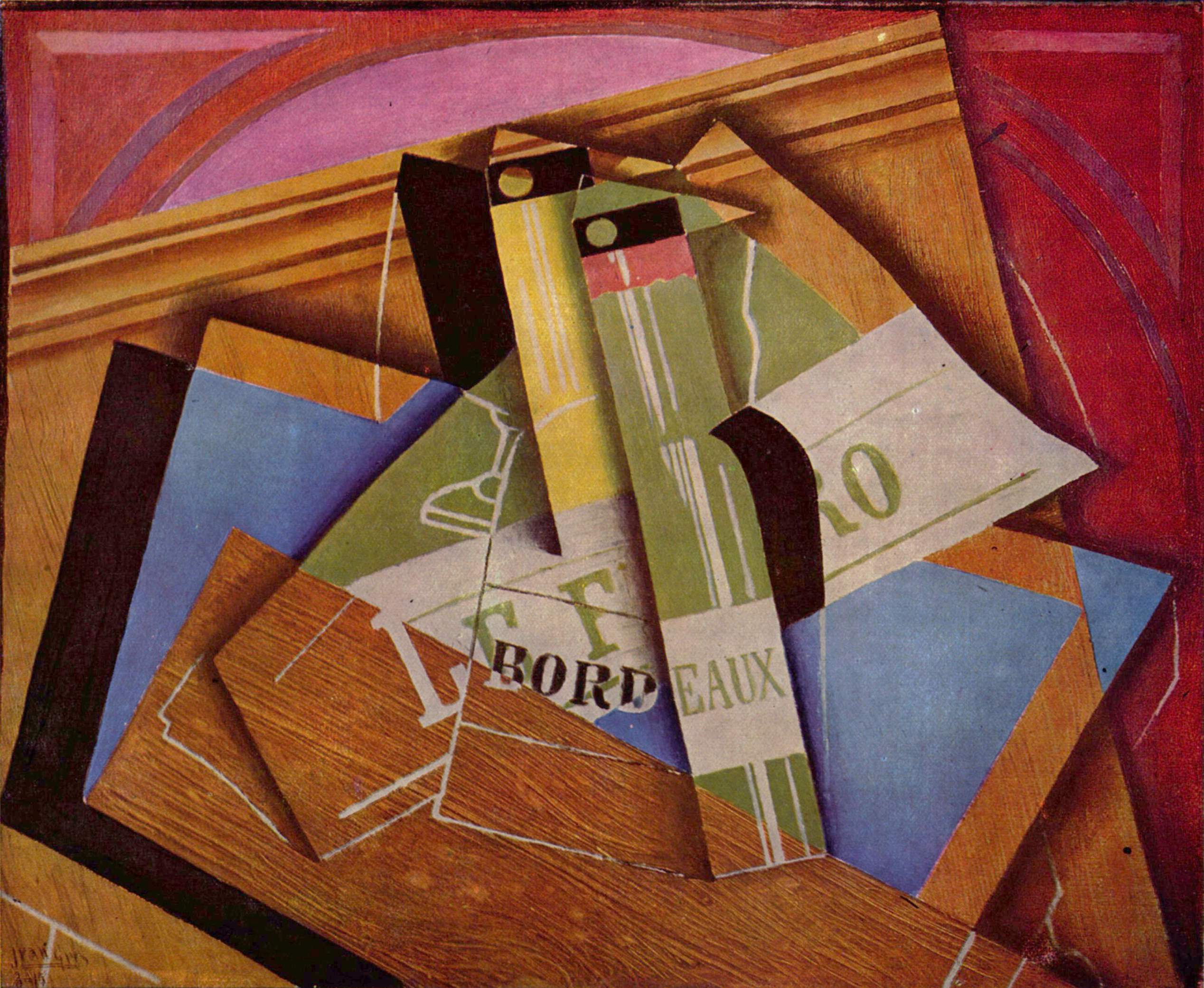
Juan Gris: Stilleven met bordeauxfles, 1919

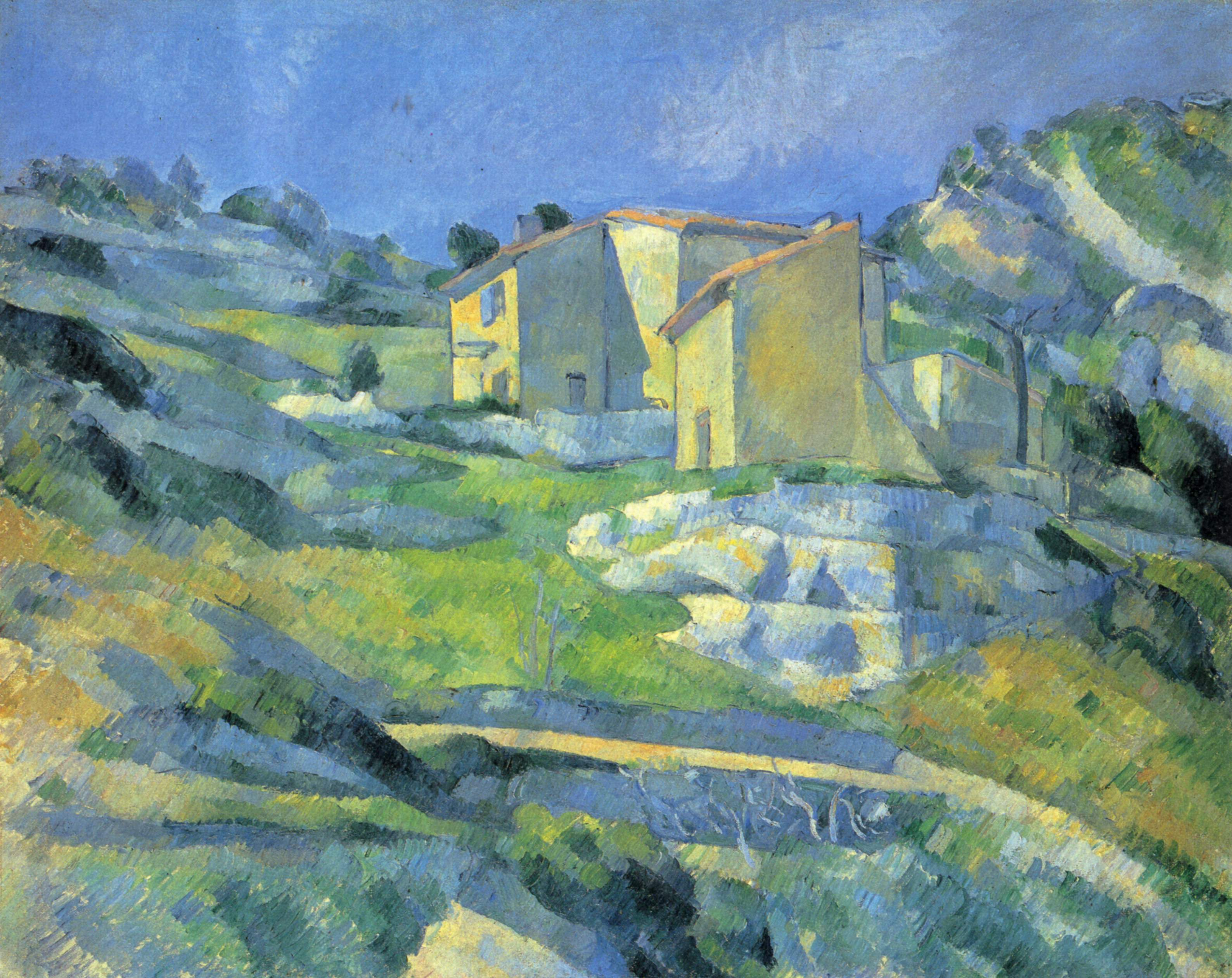
Paul Cézanne: Landschap in de Provence, ca. 1880

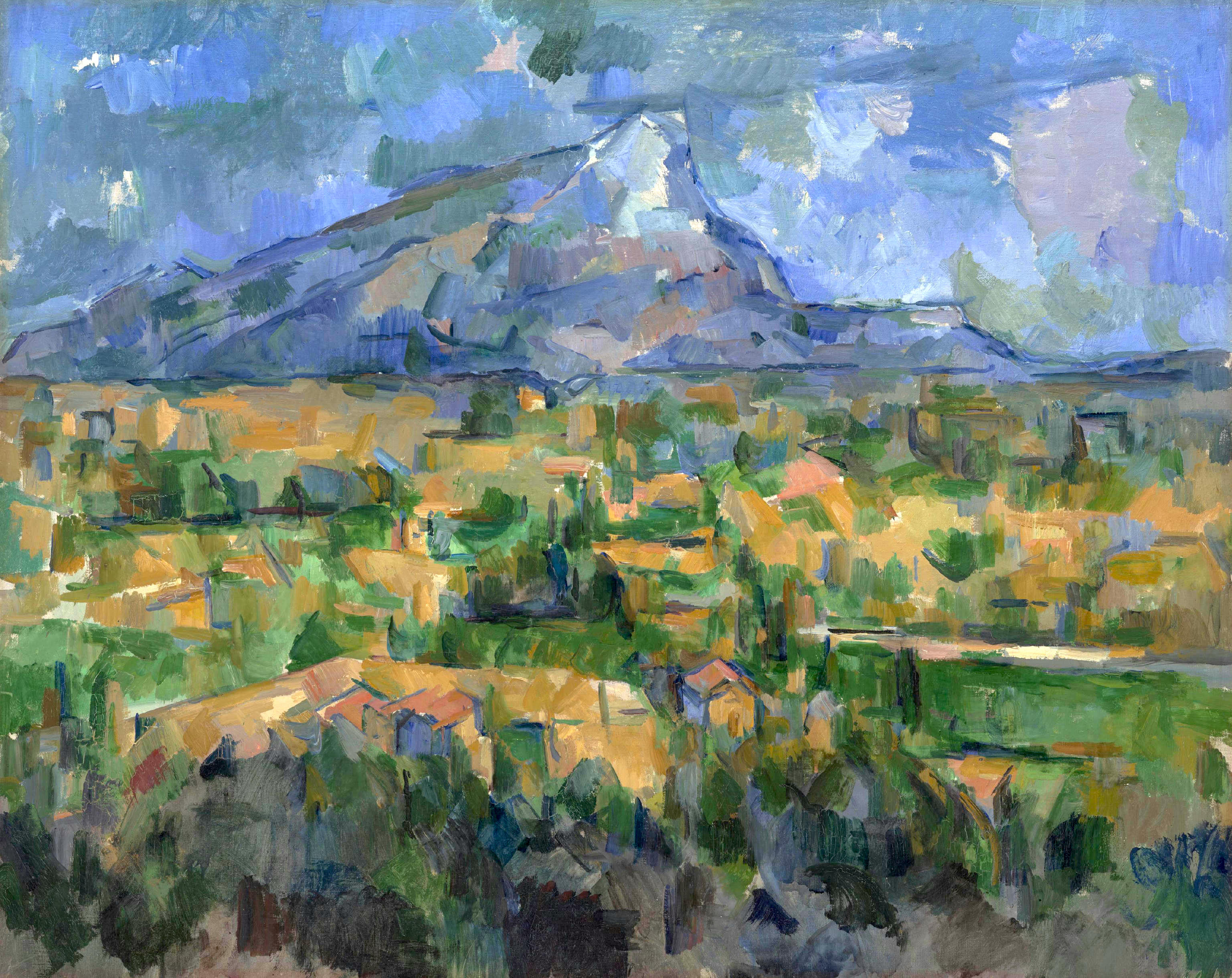
Paul Cézanne: Mont Sainte-Victoire, 1904

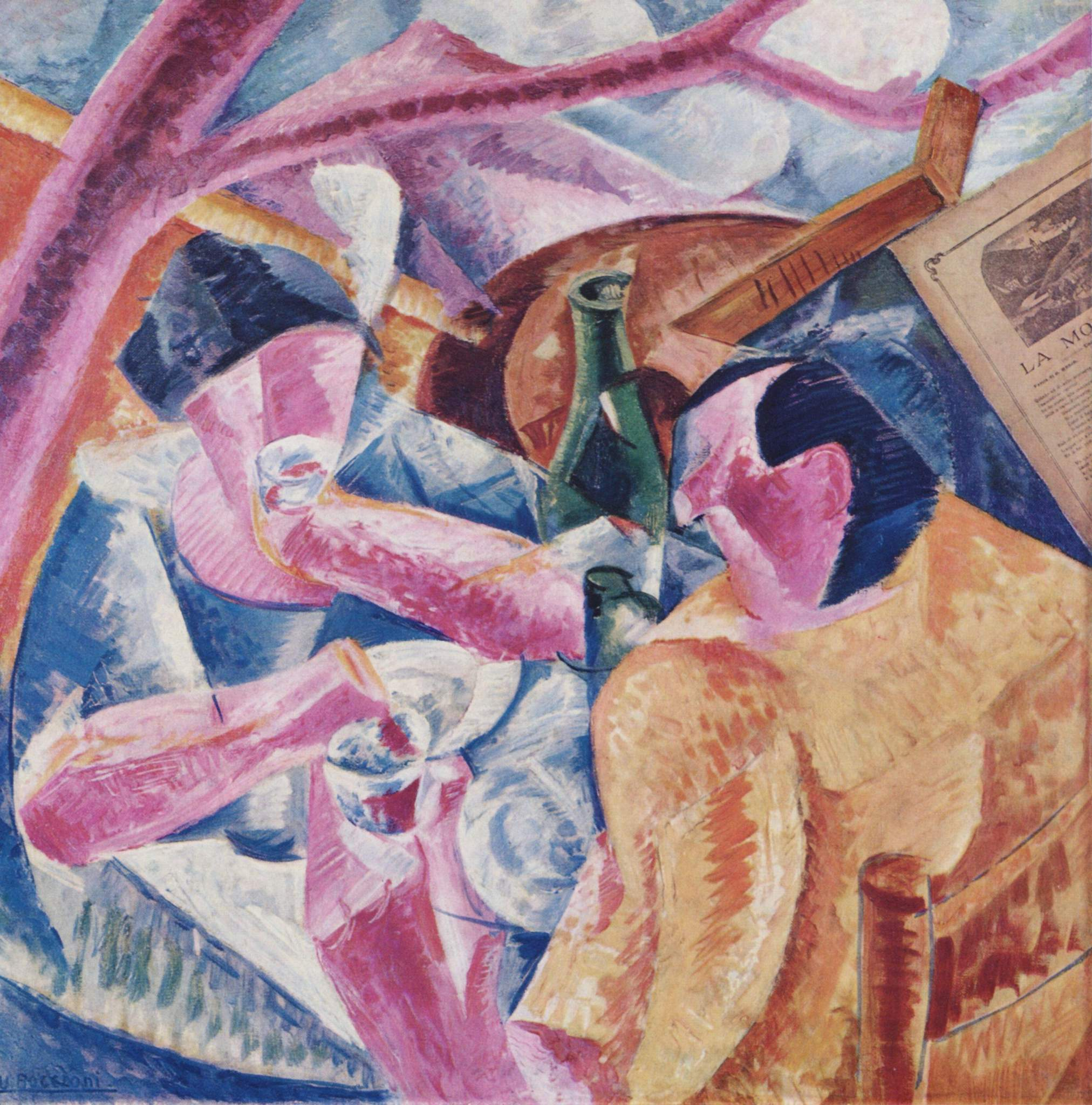
Umberto Boccioni: Op het terras, 1914, Futuristisch schilderij

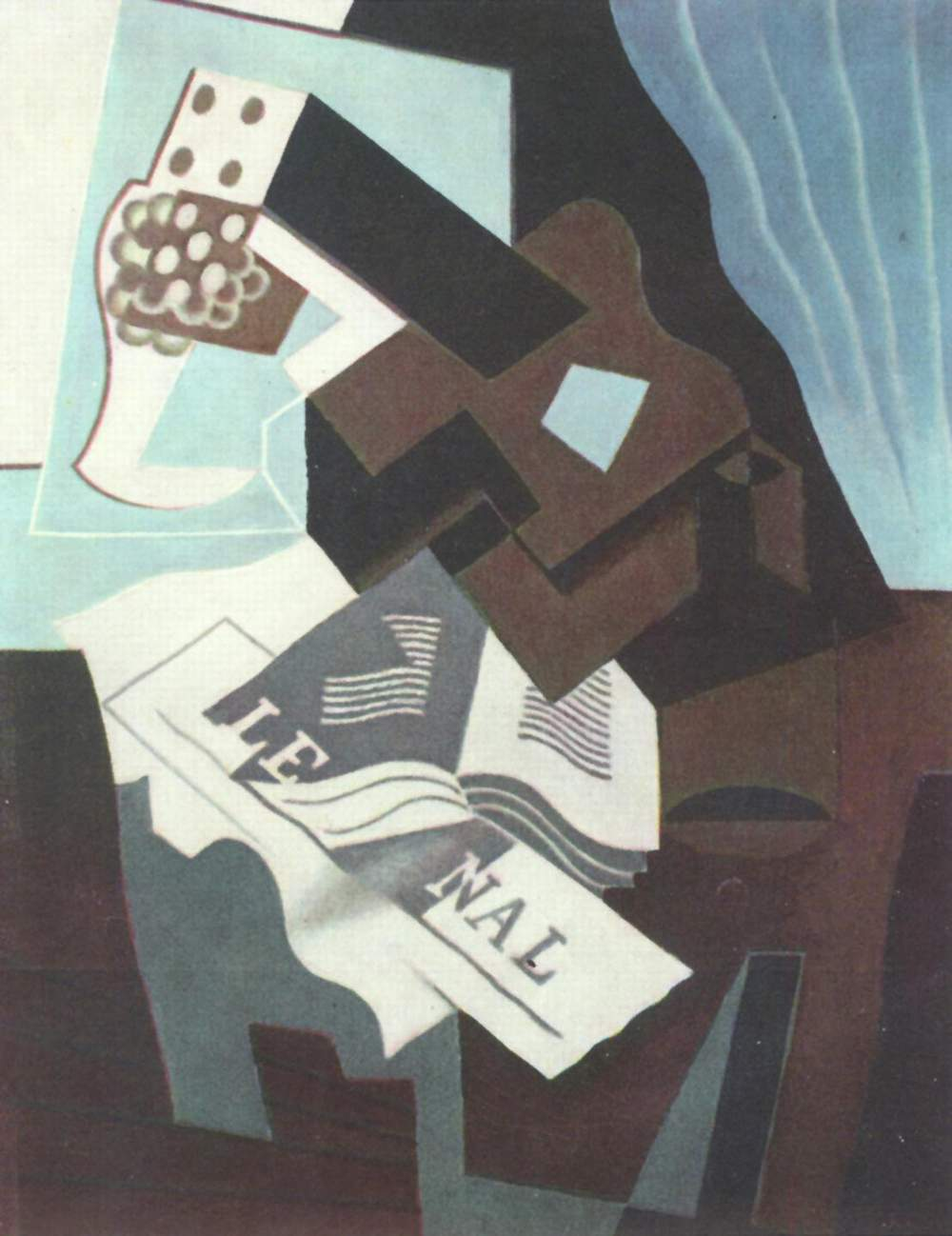
Juan Gris: Stilleven met gitaar, boek en krant, ca. 1919

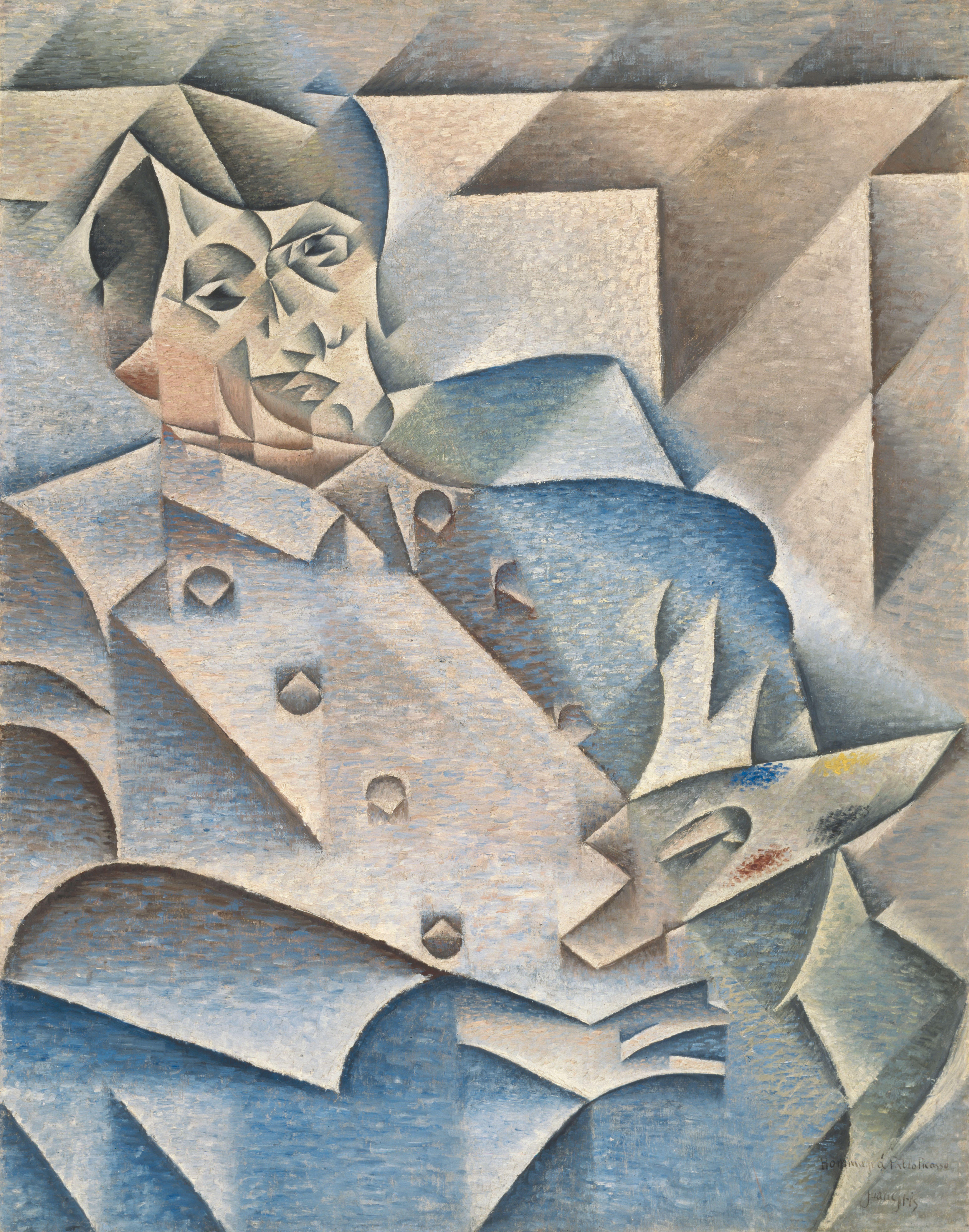
Juan Gris: Portret van Pablo Picasso, 1912

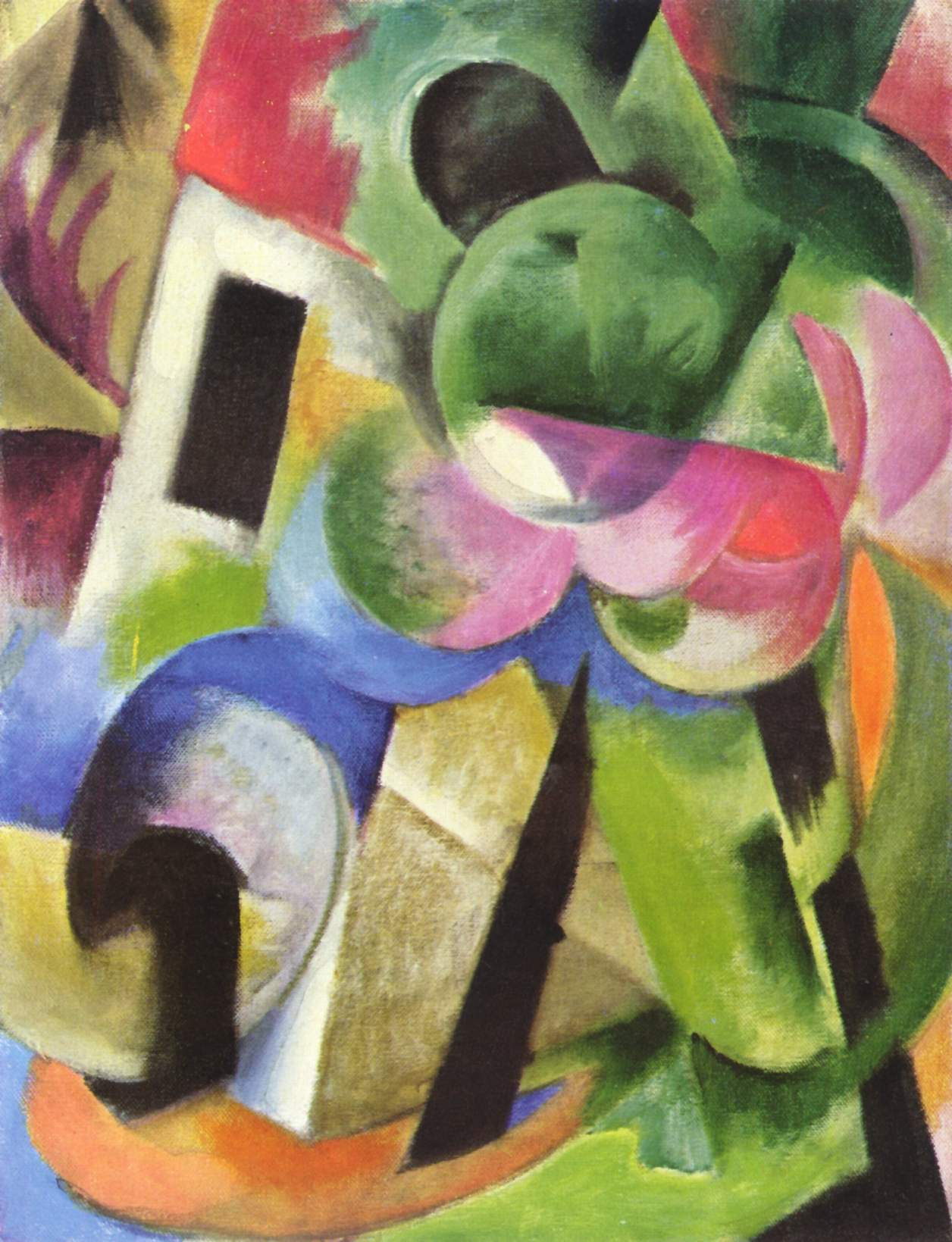
Franz Marc: Kleine compositie, huis met bomen, 1914

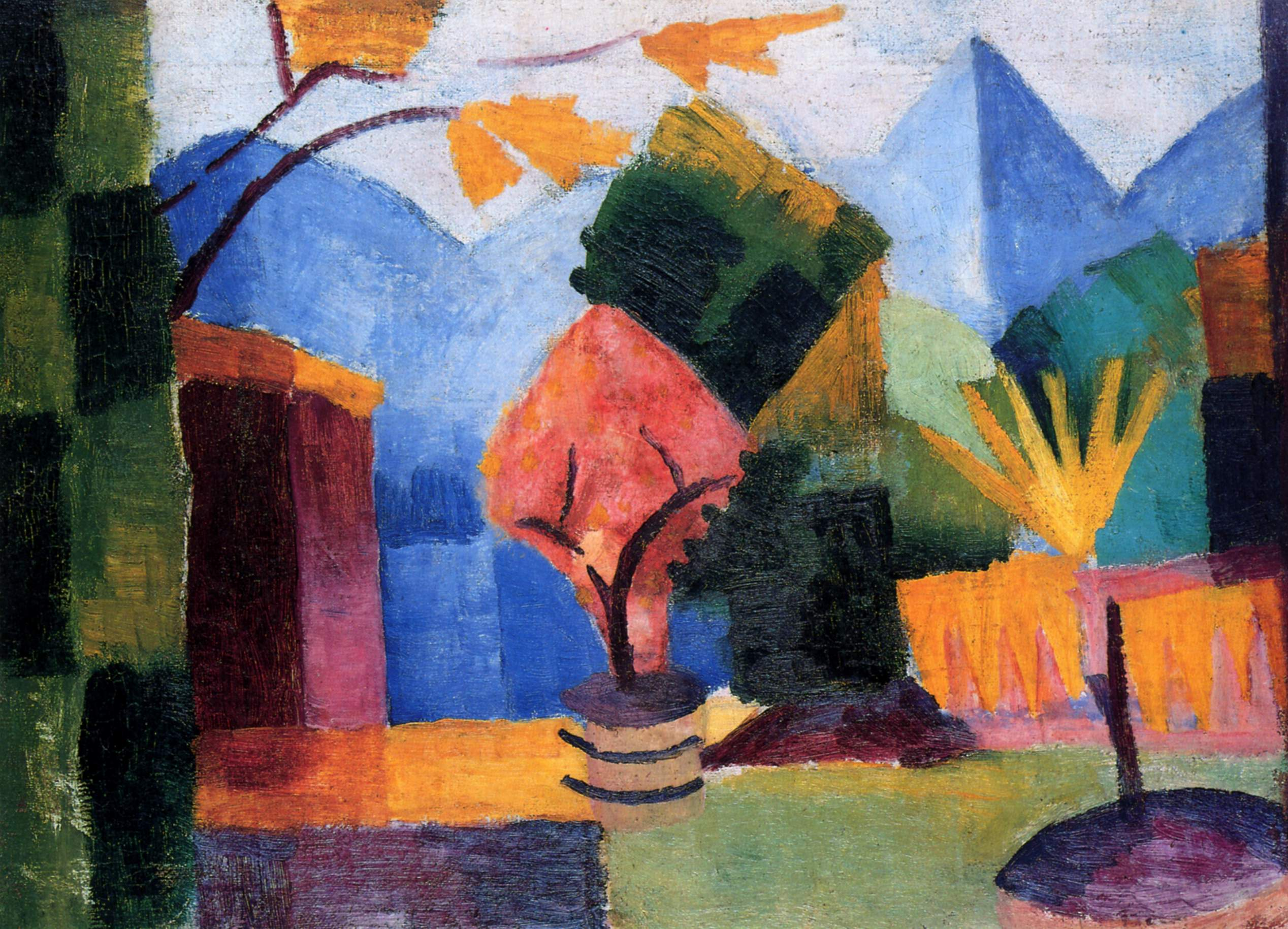
August Macke: Garten am Thuner See, 1913

Het kubisme is een stroming binnen de moderne kunst van het begin van de 20e eeuw. Het is een van de vier grote schilderstijlen (naast het dadaïsme, het expressionisme en de abstracte kunst) in de Europese schilderkunst van de 20e eeuw. Het kubisme vierde zijn hoogtijdagen als avant-gardekunststroming in de periode van 1906 tot circa 1920.

## Oorsprong
Kunsthistorisch gezien ontstond het kubisme als reactie op het intuïtieve fauvisme met zijn felle kleuren en vlakke vormen. Kubisme daarentegen ging in de richting van orde, reflectie en constructie en maakte gebruik van driedimensionaal voorgestelde vormen.
Van de 19e-eeuwse schilder Paul Cézanne, een voorloper van het kubisme, is de uitspraak dat alle vormen in de natuur in feite zijn opgebouwd uit een aantal oervormen zoals bol, kegel, cilinder en kubus. In het werk van Paul Cézanne wordt het klassieke perspectief losgelaten en worden kleuren gebruikt om het gevoel van diepte te creëren. Heldere kleuren staan op de voorgrond en donkere kleuren op de achtergrond. Dit is goed te zien in de serie Mont Sainte Victoire, die werd getoond op een tentoonstelling in 1907 met zijn werken van de laatste tien jaar.
Het schilderij Les Demoiselles d'Avignon van Pablo Picasso baande definitief de weg voor het kubisme in de schilderkunst. Picasso liet zich hiervoor inspireren door de Afrikaanse maskers die hij zag in het Musée de l'Homme. Op het doek staan vijf prostituees afgebeeld, wier lichamen hij versimpelde tot geometrische vormen. Volgens de dichter Max Jacob zou het kubisme uitgevonden zijn op een avondje bij Matisse, waar deze aan Picasso een Afrikaans beeldje toonde dat hij in zijn bezit had.
Het belangrijkste - en vernieuwendste - aspect van het kubisme is dat het in eerste instantie om een nieuwe manier van kijken gaat. De oude vragen: 'Hoe leg ik mijn waarnemingen vast?' en 'Hoe geef ik een driedimensionale ruimte weer op een tweedimensionaal vlak?', die ooit tot de ontdekking van het meetkundig perspectief leidden, werden nu gevolgd door nieuwe vragen: 'Kan ik volstaan met weer te geven wat ik door één oog zie?' en 'Kan ik mijn waarneming vertrouwen?'
Pas na de expositie van Les Indépendants, te Parijs op 25 mei 1910 bestempelde de Franse criticus Louis Vauxcelles in het blad Gil Blas de werken van Georges Braque echter als bizarreries cubiques.

## Kenmerken
Kenmerken van het kubisme zijn: afgevlakt volume, verwarrend perspectief, collage, meerdere standpunten, stilleven, analytisch, synthetisch. Het woord kubisme hangt samen met kubus. De kubisten deden alsof de natuur alleen maar bestond uit kubussen, kegels en bollen. Alles werd met deze vormen getekend.
In het kubisme wordt gebruikgemaakt van verschuivende standpunten. Een tafel kan vanuit verschillende hoeken worden bekeken. Van bovenaf als men staat, vanaf de zijkant als men zit, of van onderaf als men iets van de vloer wil oppakken. Kubisten proberen dit in een schilderij te verwerken.
In het kubisme wordt geen onderscheid gemaakt tussen driedimensionale vormen die naar de kijker toe buigen en vormen die van de kijker af moeten buigen. Kubisten maken vormen vlak en vermenigvuldigen ze dan.
Het meest kenmerkende van het kubisme is de vereenvoudiging van alles. Kleur was niet zo belangrijk. Men gebruikte geen felle kleuren, alleen maar grijsachtige en bruine tinten. Kleur werd in een later stadium wel weer belangrijk.
Er werd een hoofdvorm getekend, maar ook de restvorm was belangrijk (het wit dat op een tekening overblijft, is de restvorm).
Belangrijke onderwerpen waren landschappen, mensen en stillevens.

## Waarneming
Hoe belangrijk het expressionisme ook is geweest voor de verdere ontwikkeling van de kunst van de 20e eeuw, zonder de nieuwe manier van kijken van het kubisme zouden we niet spreken over futurisme, dadaïsme, surrealisme, constructivisme, bepaalde vormen van abstracte kunst en kinetische kunst en evenmin van conceptuele kunst.
Het kubisme bevruchtte de basisstroming van de 20e eeuw, het expressionisme, en bracht zo mengvormen voort als het Vlaams expressionisme en de kunst van Picasso.
Het kubisme wil een directe registratie zijn van wat in ons hoofd omgaat wanneer wij naar de dingen kijken. Vandaar de bizarre gedachtesprongen, de fragmentering, de collages, de schijnbaar onjuiste kleuren.

### Geometrisch kubisme (1907-1909)
Het geometrische kubisme liep van 1907 tot 1909 met de sterke invloed van Cézanne op de landschappen van Braque en de door Afrikaanse sculpturen geïnspireerde techniek van Picasso.
Braque en Picasso lieten eens en voor altijd het lineaire perspectief achterwege vanuit de gedachte dat het hier uiteindelijk ook maar om een manier van kijken ging, die onmogelijk de volheid van de visuele ervaring kon weergeven (laat staan de rest).
In de eerste fase zoekt de kubistische kunstenaar naar de basisstructuren achter de dingen en zijn er nog herkenbare, tamelijk samenhangende vormen (zoals Huizen in L'estaque en Grand Nu van Braque, Fruits et Verre en Briquetterie à Tortosa van Picasso). De objecten vertonen een vergaande stilering: de schilderijen lijken in eerste instantie opgebouwd uit meetkundige vormen.
Intussen had de bekende schrijver-dichter-essayist Guillaume Apollinaire de twee protagonisten samengebracht in Le Bateau-Lavoir aan de Rue Ravignan 13 in Parijs.

### Analytisch kubisme (1910-1914)
Het analytische kubisme duurde van 1910 tot 1914.
In deze periode spat het beeld dat Picasso en Braque van de werkelijkheid bieden uiteen in kleine fragmenten.
De vaste vormen van de objecten worden gebroken, ontleed in alle facetten en niet beperkt tot de toevallig zichtbare facetten alleen, door ze naast en vaak over elkaar uit te beelden.
Zo komt men tot de compositions simultanées, waarbij verscheidene gezichtspunten weergegeven worden, zonder nog te denken aan enig centraal perspectief. Door de obsessie van de schilders met vorm en structuur werd kleur van ondergeschikt belang.
Tijdens het analytisch kubisme balanceren Picasso en Braque op de rand van het abstracte; ze deinzen er wel voor terug, overtuigd als ze zijn dat alleen de werkelijkheid die zich aan onze zintuigen vertoont de basis kan zijn voor kunst (voorbeelden hiervan zijn Ambroise Vollard van Picasso en Stilleven met kruik en viool van Braque).

### Synthetisch kubisme (1913 - circa 1920)
Na 1913 wil men in het synthetische kubisme de breuk met de realiteit weer herstellen. Niet door terug te gaan naar zijn oorspronkelijke vorm maar door de karakteristieke omtreklijn en de materie van objecten zo reëel mogelijk weer te geven. Hiervoor gebruikt men de trompe-l'oeil en de bekende collages.
Deze synthetische fase, die zich vlak voor het uitbreken van de Eerste Wereldoorlog ontwikkelt, kan evengoed de associatieve fase genoemd worden. Violen en gitaren worden herleid tot de kleur en de textuur van het materiaal waarvan ze gemaakt zijn. Tegelijk wordt gezocht naar elementen om iets te zeggen over de muziek zelf of de sfeer van de kamer (wolken, blauw, een krul hier en daar). In de collages met stukken van kranten, stoelbekledingen en touw komen stukjes van de werkelijkheid letterlijk in het kunstwerk terecht.
Schilderijen uit de synthetische fase van het kubisme vertonen de volgende kenmerken: kleur wordt weer toegelaten, schilderijen zien eruit alsof ze met behulp van knippen en plakken uit allerlei materialen tot stand zijn gekomen, patroonornamenten in de verschillende kleurvlakken, de voorstelling wordt weer meer herkenbaar en er komt weer perspectief in het beeldvlak.
Een voorbeeld is Stilleven op tafel van Braque.

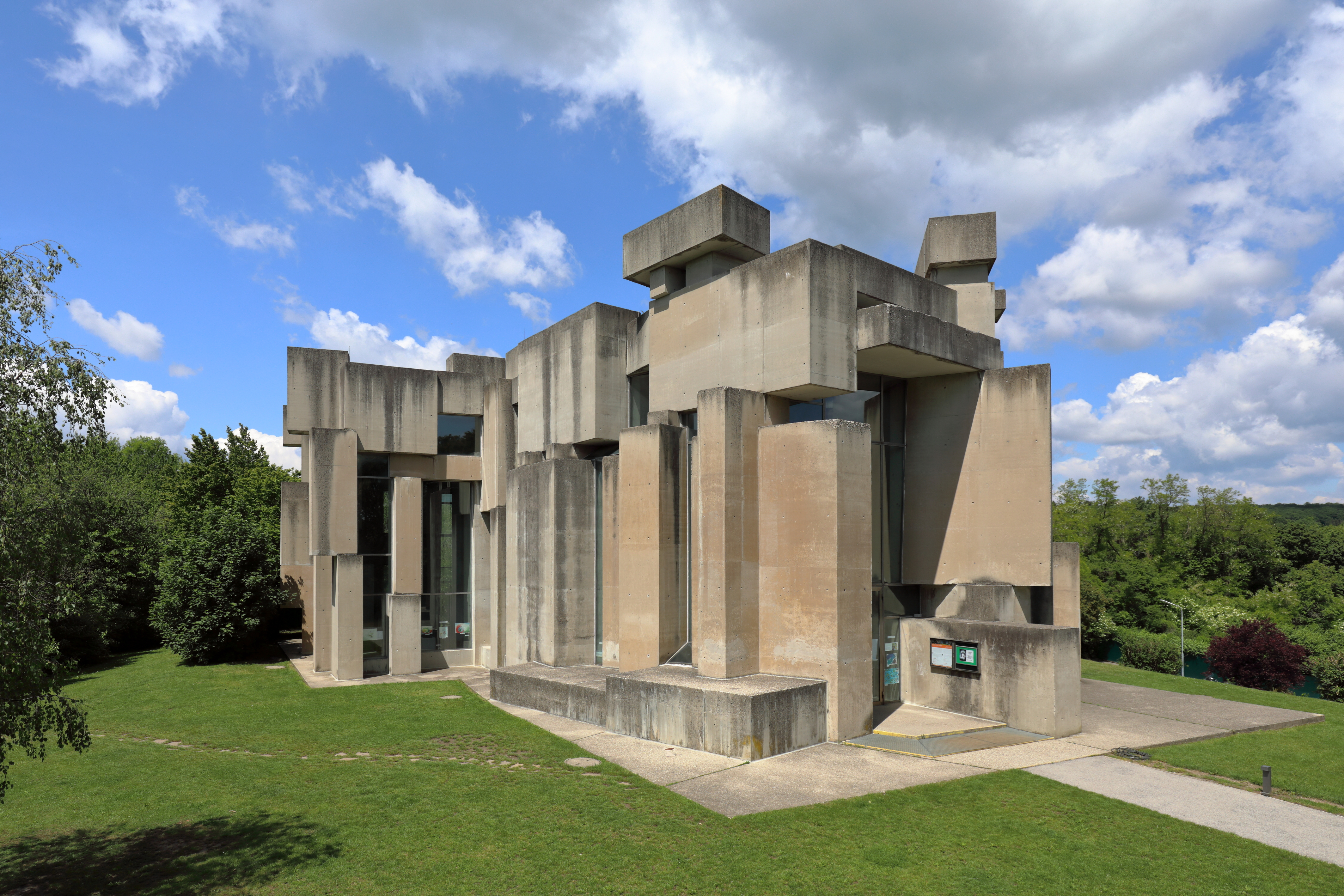
Wotrubakerk in Wenen

### Overgangen
Het kubisme liep tot 1920 en het leidde zowel naar het dadaïsme als naar de abstracte kunst. Er zijn tevens overgangen naar het purisme, het orphisme, het precisionisme en het constructivisme.
Ook in de beeldhouwkunst is het kubisme een productieve beweging. Alexander Archipenko, Raymond Duchamp-Villon, Jacques Lipchitz, Ossip Zadkine en natuurlijk Pablo Picasso zijn er de belangrijkste meesters van.
In Praag ontwikkelde zich tussen 1910 en 1925 een kubistische architectuur (o.a. Josef Gočár). In Wenen staat de kubistische Wotrubakerk van Fritz Wotruba.
In de literatuur vinden we het kubisme vooral terug bij de Vlaamse dichter Paul van Ostaijen. Van Ostaijen ontwikkelt zich in zijn poëtisch oeuvre van expressionisme (tonen van alle emotie) via kubisme (de wereld zelf laten spreken) naar de grote onthechting die hij vindt in de abstracte kunst.

## Kubistische schilderijen
Voorbeelden van andere kubistische schilderijen zijn:
- Fruitschaal, viool en fles, 1914 van Pablo Picasso
- Klarinet en fles rum op een schoorsteenmantel, 1911 van Georges Braque
- Stilleven, 1914 van Pablo Picasso
- Fles rum en krant, 1914 van Juan Gris
- Het zonnescherm, 1914 van Juan Gris
- Fles en vissen, 1910-1912 van Georges Braque
- Glas op tafel, 1909-1910 van Georges Braque
- Mandora, 1909-1910 van Georges Braque

## Bekende kunstschilders van het kubisme
De bekendste kunstschilders van het kubisme waren:
- Alice Bailly, 1872-1938, Zwitserse kunstschilder[5]
- Pablo Picasso, 1881-1973, Spaans kunstschilder
- Georges Braque, 1885-1963, Franse kunstschilder
- Juan Gris, 1887-1927, Spaanse kunstschilder
- August Macke, 1887-1914, Duits kunstschilder
- Kazimir Malevitsj, 1879-1935, Sovjetkunstschilder
- Franz Marc, 1880-1916, Duits kunstschilder
- Umberto Boccioni, 1882-1916, Italiaanse kunstschilder
- Piet Mondriaan, 1872-1944, Nederlandse kunstschilder

De meest vooraanstaande Franse kubisten:
- Robert Delaunay
- Sonia Delaunay
- Roger de la Fresnaye
- Albert Gleizes
- Fernand Léger
- André Lhote
- Louis Marcoussis
- Jean Metzinger

De meest vooraanstaande Nederlandse kubisten:
- Otto van Rees, 1884-1957, Nederlandse kunstschilder
- Ries Mulder, 1907-1973, Nederlandse kunstschilder